# Agneletto
Agneletto je priimek v Sloveniji, ki ga je po podatkih Statističnega urada Republike Slovenije na dan 1. januarja 2010 uporabljalo manj kot 5 oseb.

## Znani nosilci priimka
- Branko Agneletto (1920-2002),  pravnik in politik
- Josip Agneletto (1844—1960),  pravnik in politik